# Рос (река)
Рос (Роса, Рус) (на украински: Рось; на руски: Рось) е река, протичаща по територията на Виницка, Киевска и Черкаска област в Украйна, десен приток на Днепър. Дълга е 346 km. Площта на водосборния ѝ басейн е 12 600 km².
Река Рос води началото си от северните склонове на Приднепровското възвишение, северозападно от село Ординци (Виницка област), на 295 m н.в. По цялото си протежение тече предимво в източна посока в горното и средното течение по Приднепровското възвишение, а в долното си течение – по Приднепровската низина. Влива се отдясно в река Днепър (в „опашката“ на Кременчугското водохранилище) при село Крешчатик (Черкаска област) на 79 m н.в. Има предимно снежно подхранване. Основни притоци: леви – Белуга, Березянка, Сквирка, Растовица, Кавенка, Протока, Росава; десни – Роска, Тарган, Насташка. Има ясно изразено пълноводие през март и април. Средният годишен отток на 65 km от устието ѝ е 22,5 m³/s. Замръзва през ноември или декември, в някои години през януари, а се размразява в края на февруари или чак в началото на април. Плавателна е за плиткогазещи съдове на 60 km от устието. В долното ѝ течение са изградени Стеблевската и Корсун-Шевченковската ВЕЦ-ове. На река Рос са разположени множество населени места, в т.ч.: Виницка област – град Погребище; Киевска област – градовете Белая Церков и Богуслав и сгт Володарка и Ракитное; Черкаска област – град Корсун-Шевченковски и сгт Стеблев.